# Cyberdog
 (mars 2018).

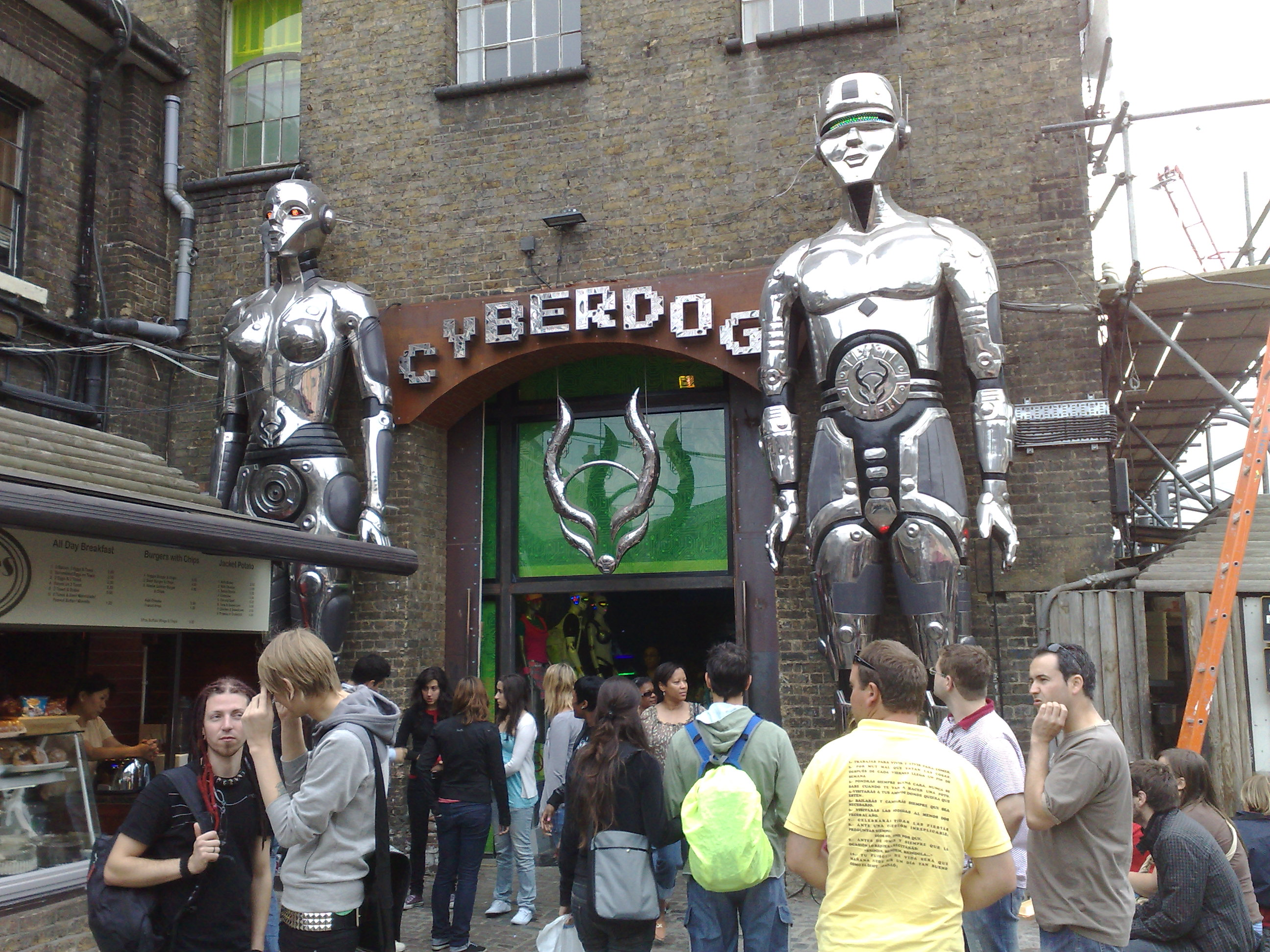
Cyberdog.

Cyberdog est une chaîne de vêtements futuristes basée à Londres, au Royaume-Uni fondée en 2003.
Le principal magasin est situé dans le Camden Market dont il est l'un des icônes.